# Grimpoteuthis umbellata
Grimpoteuthis umbellata é uma espécie de molusco pertencente à família Grimpoteuthidae.
A autoridade científica da espécie é P. Fischer, tendo sido descrita no ano de 1884.
Trata-se de uma espécie presente no território português, incluindo a zona económica exclusiva.